# Месара
Месара (на гръцки: Μεσαρά) е илувиална равнина в южната част на остров Крит, Гърция, ном Ираклио.
Тя се простира по протежение на 50 km от запад на изток, а ширината ѝ от север на юг е 7 km, което я прави най-голямата равнина на острова. На северозапад от нея се издига най-високата планина на Крит Ида, на запад чрез едноименния залив Месара има малък излаз на Либийско море, на изток граничи с планината Дикти. В западната част на Месара се намират руините на античния град Фестос докато в централната ѝ част са останките на друго древно селище – Гортина.
Заради своето плодородие Месара е населена от дълбока древност. Тук се отглеждат много маслинови дървета, по-малко е застъпено лозарството и отглеждането на различни плодове и зеленчуци. По-голямата част от произвеждания зехтин, както и прясно грозде и други земеделски продукти, се изнасят за пазарите на Европа. В Месара се отглежда и т.нар. „критска порода“ коне.